# Torneo di Wimbledon 1989
Il Torneo di Wimbledon 1989 è stata la 103ª edizione del Torneo di Wimbledon e terza prova stagionale dello Slam per il 1989. Si è giocato sui campi in erba dell'All England Lawn Tennis and Croquet Club di Wimbledon a Londra in Gran Bretagna  dal 26 giugno al 9 luglio 1989. Il torneo ha visto vincitore nel singolare maschile il tedesco Boris Becker che ha sconfitto in finale in 3 set lo svedese Stefan Edberg col punteggio di 6–0, 7–6(1), 6–4. Nel singolare femminile si è imposta la tedesca Steffi Graf che ha battuto in finale in 3 set la statunitense Martina Navrátilová. Nel doppio maschile hanno trionfato John Fitzgerald e Anders Järryd, il doppio femminile è stato vinto dalla coppia formata da Jana Novotná e Helena Suková e nel doppio misto hanno vinto Jana Novotná con Jim Pugh.

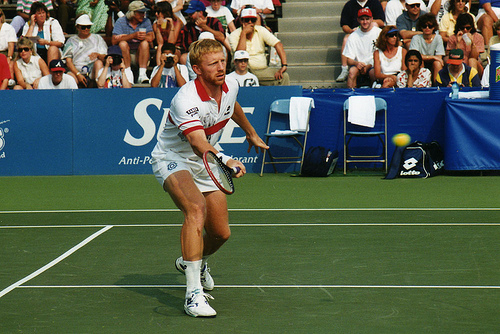
Boris Becker vincitore per la 3ª volta a Wimbledon

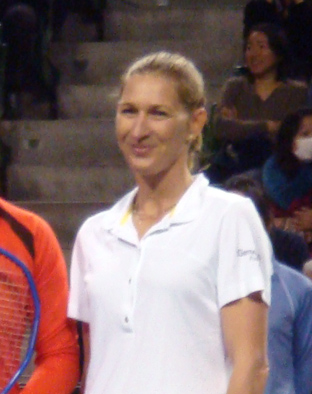
Steffi Graf al 2° successo

## Risultati

### Singolare maschile
Boris Becker ha battuto in finale  Stefan Edberg col punteggio di 6–0, 7–6(1), 6–4

### Singolare femminile
Steffi Graf ha battuto in finale  Martina Navrátilová col punteggio di 6–2, 6(1)–7, 6–1

### Doppio maschile
John Fitzgerald /  Anders Järryd hanno battuto in finale  Rick Leach /  Jim Pugh col punteggio di 3–6, 7–6(4), 6–4, 7–6(4)

### Doppio femminile
Jana Novotná /  Helena Suková hanno battuto in finale  Larisa Neiland /  Nataša Zvereva col punteggio di 6–1, 6–2

### Doppio misto
Jana Novotná /  Jim Pugh hanno battuto in finale  Jenny Byrne /  Mark Kratzmann col punteggio di 6–4, 5–7, 6–4

## Junior

### Singolare ragazzi
Nicklas Kulti ha battuto in finale  Todd Woodbridge col punteggio di 6–4, 6–3

### Singolare ragazze
Andrea Strnadová ha battuto in finale  Meredith McGrath col punteggio di 6–2, 6–3

### Doppio ragazzi
Jared Palmer /  Jonathan Stark hanno battuto in finale  John-Laffnie de Jager /  Wayne Ferreira col punteggio di 7–6 (4), 7–6(2)

### Doppio ragazze
Jennifer Capriati /  Meredith McGrath hanno battuto in finale  Andrea Strnadová /  Eva Švíglerová col punteggio di 6–4, 6–2